# Nephila kuhlii
Nephila kuhlii är en spindelart som beskrevs av Carl Ludwig Doleschall 1859. Nephila kuhlii ingår i släktet Nephila och familjen Nephilidae. Inga underarter finns listade i Catalogue of Life.